# Mersch
Mersch (in lussemburghese: Miersch) è un comune di 9 816 abitanti del Lussemburgo centrale. È il capoluogo del cantone di Mersch, nel distretto di Lussemburgo. Si trova alla confluenza dei fiumi Alzette, Mamer ed Eisch.
Le altre località che fanno capo al comune sono Beringen, Berschbach, Moesdorf, Pettingen, Reckange, Rollingen e Schoenfels.
A Mersch ha sede il Lëtzebuerger Literaturarchiv, l'archivio letterario nazionale lussemburghese. La città ospita uno dei sei quartieri generali regionali della polizia granducale.

## Trasporti
È servita una stazione ferroviaria che collega la città con Lussemburgo e Diekirch e ha anche un'uscita dell'A7.